# Musculus articularis humeri
Der Musculus articularis humeri (lateinisch für „Schultergelenksmuskel“) ist ein Skelettmuskel der Vordergliedmaße bei Pferden. Der kleine Muskel entspringt am Pfannenrand des Schulterblatts, überzieht die Beugeseite des Schultergelenks und setzt am Hals des Oberarmknochens an. Er wird vom Nervus axillaris innerviert und spannt die Gelenkkapsel. Bei starker Beugung des Schultergelenks zieht der Muskel die Gelenkkapsel nach kaudal und verhindert deren Einquetschung.